# 彦根市立病院
彦根市立病院（ひこねしりつびょういん）は滋賀県彦根市八坂町にある病院。彦根市本町２丁目１から移転してきた。彦根市病院事業の設置等に関する条例（昭和42年3月30日条例第18号）により設置された市立の病院である。彦根市・愛荘町・豊郷町・甲良町・多賀町の1市4町で構成される湖東保健医療圏の災害拠点病院に指定されている。

## 概要
1891年4月に犬上郡彦根町5 (現・彦根市本町)に彦根町立病院として開設、当時の診療科目は外科・内科のみであった。開設当初より彦根町近隣の患者を受け入れていた。1924年3月には看護婦養成所を設立して人材の育成に努めた。
1937年2月、彦根市発足に伴い彦根市立病院へ改称し、太平洋戦争中は負傷した兵士なども一般患者と共に受け入れた。戦後は彦根市周辺の医療機関の中核として稼動するために診療棟・病棟を増設した。平成期に入り建物の老朽化と病院内の手狭さの問題が浮上し、市内の八坂町を移転先に選定して2000年3月に工事着工、2002年7月より稼動を開始した。病院屋上にはヘリポートを設置しており、関西圏を中心にした急患の受け入れ体制を整えている。

## 診療科
- 内科
- 糖尿病代謝内科
- 消化器内科
- 血液内科
- 循環器内科
- 呼吸器内科
- 呼吸器外科
- 神経内科
- 心療内科
- 小児科
- 外科
- 消化器外科
- 乳腺外科
- 整形外科
- 産婦人科
- 泌尿器科
- 脳神経外科
- 眼科
- 耳鼻咽喉科
- 皮膚科
- 形成外科
- 麻酔科
- 放射線科
- 緩和ケア科
- 歯科口腔外科
- 病理診断科
- リハビリテーション科

## 外部施設
- 医療情報センター (同敷地内)
- 湖東地域リハビリテーション広域支援センター (同敷地内)

## 交通アクセス
- JR琵琶湖線（東海道本線）南彦根駅
  - 湖国バスで約10分、「市立病院前」下車
- JR琵琶湖線（東海道本線）・近江鉄道彦根駅
  - 湖国バスで約20分、「市立病院前」下車

## 近隣の医療機関
- 長浜市立湖北病院（長浜市）
- 市立長浜病院(長浜市)
- 国立病院機構東近江総合医療センター(東近江市)
- 近江八幡市立総合医療センター（近江八幡市）
- 国立病院機構敦賀医療センター(敦賀市)
- いなべ総合病院（いなべ市）